# Rosalie (Dominica)

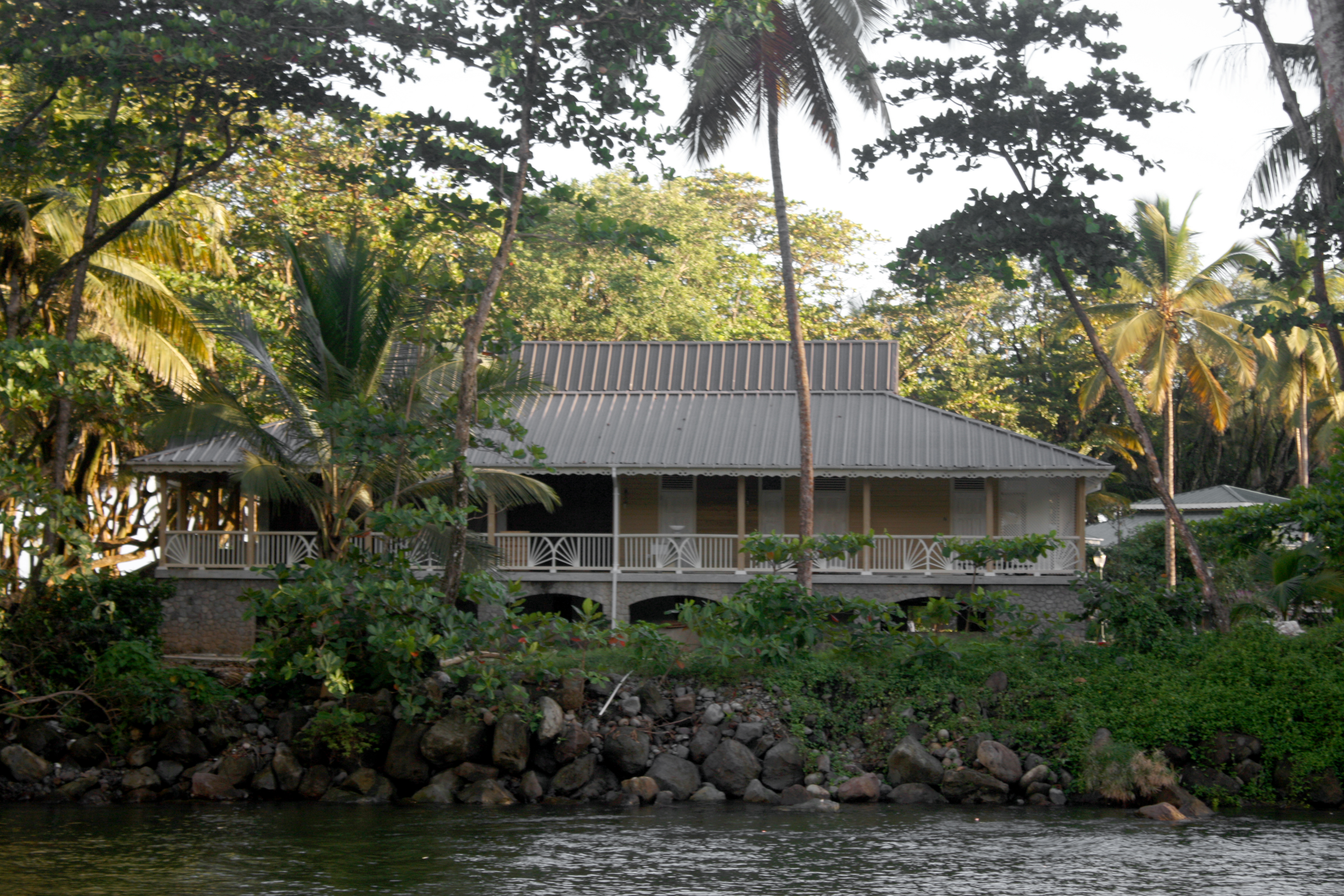
Haus in Rosalie

Rosalie ist ein Ort im Osten von Dominica. Die Gemeinde hatte im Jahr 2001 775 Einwohner. Rosalie liegt im Parish Saint David.

## Geographische Lage
Rosalie liegt nördlich von Riviere Cyrique und südlich von Petite Soufrière.